# 1477
1477 (MCDLXXVIII) var ett normalår som började en onsdag i den julianska kalendern.

## Händelser

### Januari
- 5 januari – Slaget vid Nancy, det sista och avgörande slaget i de Burgundiska krigen.[1]

### Februari
- 27 februari – Den svenske ärkebiskopen Jakob Ulvsson får påvligt tillstånd att grunda ett universitet i Uppsala, vilket därmed blir Nordens första universitet. Grundandet har politisk betydelse, eftersom Kristian I är ifärd med att grunda ett i Köpenhamn. Planerna godkänns 2 juli av riksrådet och 7 oktober inleds undervisningen.

### Mars
- 15 mars – Milanos ockupation av Genua upphör.[2]

### April
- 30 april – Milano ockuperar återigen Genua.[2]

### Okänt datum
- Sten Sture den äldre befäster sin ställning i Finland, medan det blir allt oroligare vid östgränsen.
- Olofsborg anläggs i Nyslott, Finland av Erik Axelsson (Tott) som gränsskydd mot Ryssland.

## Födda
- 25 januari – Anna av Bretagne, fransk drottning.

## Avlidna
- 5 januari – Karl, hertig av Burgund, hertig av Burgund.

### Fotnoter
1. ↑  ”Battle of Nancy”. Medievaltimes. Arkiverad från originalet den 12 februari 2014. https://web.archive.org/web/20140212180913/http://www.medievaltimes.info/medieval-battles/battle-of-nancy-1477/. Läst 29 april 2014.
2. 1 2  World Statesmen (läst 6 april 2011)